# Jasová
Jasová este o comună slovacă, aflată în districtul Nové Zámky din regiunea Nitra. Localitatea se află la altitudinea de 158 m deasupra n.m., se întinde pe o suprafață de 19,93 km2 și în 2017 număra 1.149 de locuitori.

## Istoric
Localitatea Jasová este atestată documentar din 1434.

## Demografie
| An:                | 1994 | 2004   | 2014   | 2024   |
| ------------------ | ---- | ------ | ------ | ------ |
| Număr de persoane: | 1257 | 1201   | 1189   | 1136   |
| Diferență:         |      | −4,45% | −0,99% | −4,45% |

| An:                | 2023 | 2024   |
| ------------------ | ---- | ------ |
| Număr de persoane: | 1135 | 1136   |
| Diferență:         |      | +0,08% |